# 黒岩司
黒岩 司（くろいわ つかさ、1982年11月15日 - ）は、日本の俳優。宮崎県児湯郡高鍋町出身。

## 経歴
舞台芸術学院卒業。2000年、舞台「宮崎城物語」でデビュー。
2017年、主演映画『RUN!-3films-』の「ACTOR」で、「杉並ヒーロー映画祭」最優秀主演俳優賞と観客賞、「Kisssh-Kissssssh映画祭」最優秀主演男優賞を受賞。2020年10月には、地元・宮崎県高鍋町のふるさと応援大使に委嘱された。

## 出演

### テレビドラマ
- はみだし刑事情熱系 第1話（2004年、テレビ朝日）
- 連続テレビ小説「わかば」第4話（2004年、NHK）
- 終戦60年ドラマスペシャル 「零のかなたへ～THE WINDS OF GOD～」（2005年、朝日放送）
- PS羅生門 第7話（2005年、テレビ朝日）
- 土曜ワイド劇場「棟居刑事の事件ファイル～ガラスの恋人～」　（2006年、朝日放送）
- 水曜ミステリー9「指紋は語る2」（2006年、テレビ東京）
- のだめカンタービレ 第10話（2006年、フジテレビ）
- 時代劇「夏雲あがれ」第1話（2007年、NHK）
- 新・警視庁捜査一課9係 第7話（2011年、テレビ朝日）
- VISION-殺しが見える女-（2012年、読売テレビ・日本テレビ系列）
- 命のあしあと（2013年、NHK BSプレミアム）
- 確証〜警視庁捜査3課 9話（2013年、TBS）
- 警視庁捜査一課9係 season8 6話（2013年、テレビ朝日）
- 牙狼〈GARO〉-魔戒ノ花-  6話（2014年、テレビ東京） - テツヤ 役
- 花嫁のれん 14話（2015年、東海テレビ・フジテレビ系列）
- 太鼓持ちの達人〜正しい××のほめ方〜 4話（2015年、テレビ東京）
- 食の軍師（2015年、TOKYO MX）
- 刑事7人 4話（2015年、テレビ朝日） - 下川実 役
- D坂の殺人事件（2015年、NHK BSプレミアム）
- 猫侍Season2（2015年、tvk他）
- フラジャイル 第3話（2016年、フジテレビ）
- 世にも奇妙な物語'16秋の特別編（2016年、フジテレビ）
- スペシャリスト 第7話（2016年、テレビ朝日） - 梶村隼男 役
- モブサイコ100 （2018年、テレビ東京）
- 大河ドラマ「西郷どん」第8回、第46回、第47回 (最終回)（2018年、NHK）※宮崎ことば指導も担当。
- 日曜劇場
  - ノーサイド・ゲーム（2019年、TBS）
  - テセウスの船（2020年、TBS） - 三島保 役
  - TOKYO MER～走る緊急救命室～ 第7話・第8話・第10話・第11話（2021年、TBS） - 公安刑事 役
- 越境捜査（2020年、テレビ東京） - 今野次郎 役
- 土曜ナイトドラマ「モコミ～彼女ちょっとヘンだけど～」 第9話（2021年、テレビ朝日） - 石上俊太郎 役

### 映画
- 石井のおとうさんありがとう（2004年） - 八郎 役（青年期）
- 魁!!クロマティ高校 THE MOVIE（2005年）
- men's egg Drummers（2011年）
- DEAD BALL（2011年）
- 猫侍（2014年）
- 小川町セレナーデ（2014年）
- 海月姫（2014年）
- 闇金ドッグス（2015年）
- HK 変態仮面 アブノーマル・クライシス（2016年）
- 俳優 亀岡拓次（2016年）
- 闇金ドッグス3（2016年）
- 幸福のアリバイ〜Picture〜（2016年）
- KABUKI DROP（2016年）
- 好きでもないくせに（2016年）
- 忍びの国（2017年）
- 火花（2017年）
- 報復〜かえし〜（2017年）
- SHOOT X 霊撮ゲーム（2018年）
- 検察側の罪人（2018年）
- BIRD SONG（2019年）
- RUN!-3films-「ACTOR」（2019年） - 主演・山田 役
- Pure Japanese（2022年）

### 舞台
- 宮崎県演劇特別公演「宮崎城物語」（2000年）
- KARA COMPLEX「調教師」（2005年）
- TEAM NACS ニッポン公演『WARRIOR〜唄い続ける侍ロマン』（2011年）
- M&O playsプロデュース 『八犬伝』（2013年）
- TEAM NACS 第16回公演『PARAMUSHIR〜信じ続けた士魂の旗を掲げて』（2018年）
- TEAM NACS Solo Project 5D2 -FIVE DIMENSIONS II- 戸次重幸『幾つの大罪〜How many sins are there？〜』（2023年4月15 - 23日、東京：EX THEATER ROPPONGI / 4月28日 - 30日、大阪：森ノ宮ピロティホール / 5月5日 - 7日、札幌：カナモトホール） - 有栖郎介 役